# Хокей-Аллсвенскан
Хокей-Аллсвенскан (швед. HockeyAllsvenskan) — друга за рівнем хокейна ліга Швеції, після Шведської хокейної ліги. Була створена в 2005 замість ліги Супераллсвенскан, змагання в якій проводилося у двох групах (по 12 команд кожна).

## Структура
У сезонах 2005–2009 років у Хокей-Аллсвенскан виступало 16 команд, а з сезону 2009–2010 входить 14.
Змагання відбуваються в два етапи. На першому етапі команди зустрічаються між собою по 4 рази та визначають учасників другого етапу змагань. 
Чотири найкращі клуби на другому етапі проводять двоколовий турнір (Квальсерієн) разом із двома командами Шведської хокейної ліги, які зайняли в поточному сезоні два останні місця. Дві перші команди цих змагань отримують право наступного сезону виступати у Шведській хокейній лізі.
Команди, які зайняли на першому етапі два останні місця, проводять кваліфікаційний турнір з чотирма кращими клубами третьої ліги Гокейеттан за право виступати наступного року в Хокей-Аллсвенскан.

## Склад учасників у сезоні 2024—2025
| Команда       | Місто      | Арена                    | Місткість |
| ------------- | ---------- | ------------------------ | --------- |
| АІК           | Стокгольм  | Говет                    | 8,094     |
| Альмтуна      | Уппсала    | Уппландс Більфорум Арена | 2,800     |
| Б'єрклевен    | Умео       | Умео Арена               | 5,400     |
| БІК Карлскуга | Карлскуга  | Нобельгаллен             | 6,300     |
| Юргорден      | Стокгольм  | Говет                    | 8,094     |
| Кальмар       | Кальмар    | Гатсторе Арена           | 2,624     |
| Мура ІК       | Мура       | Ялас Арена               | 4,500     |
| Нюбру Вікінгс | Нюбру      | Ліляс Арена              | 3,068     |
| ІК Оскарсгамн | Оскарсгамн | Бе-Ге Хокей Центр        | 3 400     |
| Седертельє СК | Седертельє | Сканіарінкен             | 6,200     |
| Тінгсридс АІФ | Тінгсрид   | Нельсон Гарден Арена     | 3,400     |
| Вестерос ІК   | Вестерос   | ABB Арена Норд           | 2,500     |
| Віммербю      | Віммербю   | VBO Арена                | 1,750     |
| Естерсундс ІК | Естерсунд  | Естерсунд Арена          | 2,700     |

## Команди Хокей-Аллсвенскан, які перейшли доШХЛ
- 2013: Еребру ГК, Лександс ІФ
- 2014: Юргорден (Стокгольм)
- 2015: Карлскруна ГК, Мальме Редгокс, Регле (Енгельгольм)
- 2016: Лександс ІФ
- 2017: Мура ІК
- 2018: Тімро ІК
- 2019: ІК Оскарсгамн
- 2023: МОДО
- 2024: Брюнес
- 2025: Юргорден (Стокгольм)